# رستم عبدراشيف
رستم عبدراشيف (بالقازاقية: Рүстем Әбдірашев)‏ (بالكازاخية: Рустем Жарасканович Абдрашов)، هو مخرج من جمهورية كازاخستان.

## حياته
حصل على شهادة التخرج كلية التمثيل في ألماتي .عمل كمدير فني ومصمم في العديد من الأفلام قبل أن ينتقل وراء الكاميرا. في عام 2004 أخرج أول فيلم له Renaissance Island (جزيرة النهضة) التي حصل في العديد من المهرجانات وخاصة مهرجان كينوشوك للأفلام حيث حصل على الجائزة الكبرى.
فيلمه الثالث بعنوان هدية إلى ستالين قُدم في افتتاح مهرجان بوسان السينمائي الدولي في عام 2008. وحصل على جائزة الدراجة الذهبية في مهرجان فيزول الدولي للسينما الآسيوية.

## روابط خارجية
- رستم عبدراشيف على موقع IMDb (الإنجليزية)
- رستم عبدراشيف على موقع ألو سيني (الفرنسية)
- رستم عبدراشيف على موقع قاعدة بيانات الفيلم (الإنجليزية)
- رستم عبدراشيف على موقع كينوبويسك (الروسية)